# Crowea saligna
Crowea saligna là một loài thực vật có hoa trong họ Cửu lý hương. Loài này được Andrews mô tả khoa học đầu tiên năm 1800.

## Hình ảnh

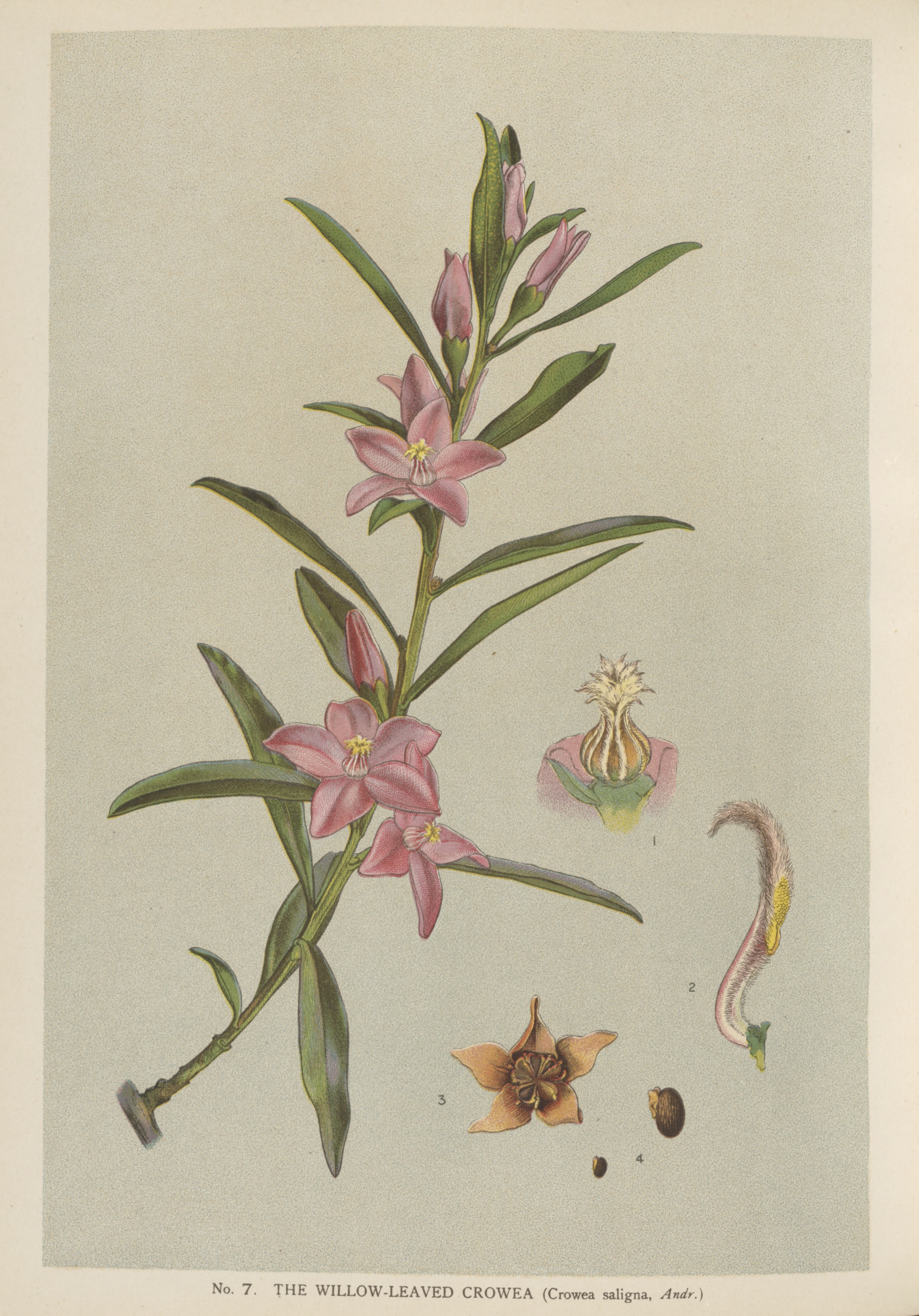